# Karl XV:s statsråd
Karl XV:s  statsråd var Sveriges regering under Karl XV:s regeringstid, 8 juli 1859–18 september 1872. Kungen var regeringschef.

## Statsråd
| Justitiestatsminister |  | Louis De Geer d.ä.        | 8 juli 1859      | 3 juni 1870       | Oberoende liberal     |
| Justitiestatsminister |  | Axel Adlercreutz          | 3 juni 1870      | 18 september 1872 | Oberoende konservativ |
| Utrikesstatsminister  |  | Ludvig Manderström        | 8 juli 1859      | 4 juni 1868       | Partilös              |
| Utrikesstatsminister  |  | Carl Wachtmeister         | 4 juni 1868      | 14 oktober 1871   | Partilös              |
| Utrikesstatsminister  |  | Baltzar von Platen        | 14 oktober 1871  | 18 september 1872 | Oberoende liberal     |
| Krigsminister         |  | Magnus Björnstjerna       | 8 juli 1859      | 28 mars 1862      | Partilös              |
| Krigsminister         |  | Alexander Reuterskiöld    | 28 mars 1862     | 5 juli 1867       | Partilös              |
| Krigsminister         |  | Gustaf Rudolf Abelin      | 5 juli 1867      | 5 december 1871   | Partilös              |
| Krigsminister         |  | Oscar Weidenhielm         | 5 december 1871  | 18 september 1872 | Partilös              |
| Sjöförsvarssminister  |  | Carl Magnus Ehnemark      | 8 juli 1859      | 12 juni 1862      | Partilös              |
| Sjöförsvarssminister  |  | Baltzar von Platen        | 12 juni 1862     | 4 juni 1868       | Oberoende liberal     |
| Sjöförsvarssminister  |  | Magnus Thulstrup          | 4 juni 1868      | 14 januari 1870   | Partilös              |
| Sjöförsvarssminister  |  | Abraham Leijonhufvud      | 14 januari 1870  | 18 september 1872 | Partilös              |
| Civilminister         |  | Ludvig Teodor Almqvist    | 8 juli 1859      | 1860              | Partilös              |
| Civilminister         |  | Gerhard Lagerstråle       | 1860             | 1868              | Partilös              |
| Civilminister         |  | Axel Adlercreutz          | 1868             | 3 juni 1870       | Oberoende konservativ |
| Civilminister         |  | Axel Bergström            | 3 juni 1870      | 18 september 1872 | Partilös              |
| Finansminister        |  | Johan August Gripenstedt  | 8 juli 1859      | 4 juli 1866       | Oberoende liberal     |
| Finansminister        |  | Gustaf Lagercrantz        | 4 september 1866 | 31 maj 1867       | Partilös              |
| Finansminister        |  | Gustaf af Ugglas          | 31 maj 1867      | 12 maj 1870       | Partilös              |
| Finansminister        |  | Carl Fredrik Wærn         | 12 maj 1870      | 18 september 1872 | Oberoende liberal     |
| Ecklesiastikminister  |  | Henning Hamilton          | 8 juli 1859      | 2 november 1860   | Oberoende konservativ |
| Ecklesiastikminister  |  | Carl Johan Thyselius      | 2 november 1860  | 1 augusti 1863    | Oberoende konservativ |
| Ecklesiastikminister  |  | Fredrik Ferdinand Carlson | 1 augusti 1863   | 3 juni 1870       | Partilös              |
| Ecklesiastikminister  |  | Gunnar Wennerberg         | 3 juni 1870      | 18 september 1872 | Partilös              |
| Konsultativa statsråd |  |                           |                  |                   |                       |
| Konsultativa statsråd |  | Nils Fredric Wallensteen  | 8 juli 1859      | 26 mars 1861      | Partilös              |
| Konsultativa statsråd |  | Magnus Thulstrup          | 26 mars 1861     | 4 juni 1868       | Partilös              |
| Konsultativa statsråd |  | Karl Johan Berg           | 4 juni 1868      | 18 september 1872 | Partilös              |
| Konsultativa statsråd |  | Carl Johan Malmsten       | 8 juli 1859      | september 1866    | Partilös              |
| Konsultativa statsråd |  | Pehr von Ehrenheim        | 4 september 1866 | 3 juni 1870       | Partilös              |
| Konsultativa statsråd |  | Oscar Alströmer           | 3 juni 1870      | 18 september 1872 | Partilös              |
| Konsultativa statsråd |  | Gerhard Lagerstråle       | 8 juli 1859      | 2 november 1860   | Partilös              |
| Konsultativa statsråd |  | Henrik Wilhelm Bredberg   | 2 november 1860  | 18 december 1872  | Partilös              |